# 库维尔 (马恩省)
库维尔（法語：Courville，法語發音：[kuʁvil]）是法国马恩省的一个市镇，位于该省西北部，属于兰斯区。

## 地理
库维尔（49°16'4"N, 3°41'50"E）面积11.94 平方千米，位于法国大東部大區马恩省，该省份为法国东北部内陆省份，北起阿登省，西北接埃纳省，西南接塞纳-马恩省，南至奥布省，东南接上马恩省，东临默兹省。
与库维尔接壤的市镇（或旧市镇、城区）包括：阿尔西勒蓬萨尔、克吕尼、菲姆、马尼厄、蒙叙库维尔、圣吉勒、安谢尔。

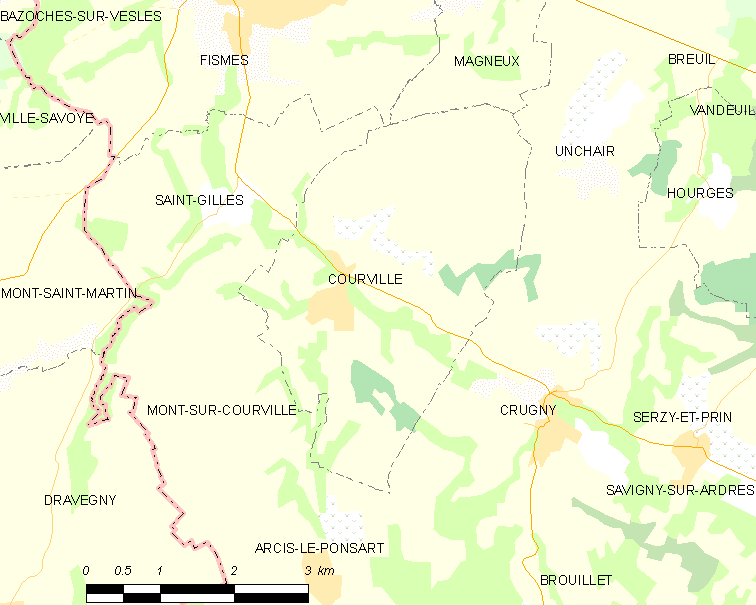
的OSM定位图

库维尔的时区为UTC+01:00、UTC+02:00（夏令时）。

## 行政
库维尔的邮政编码为51170，INSEE市镇编码为51194。

## 政治
库维尔所属的省级选区为菲姆-兰斯山县。

## 人口

1962-2008年间人口变化图示

库维尔于2022年1月1日时的人口数量为454人。